# 1115-ös mellékút (Magyarország)
Az 1115-es számú mellékút egy négy számjegyű mellékút a budapesti agglomerációban; Budapestet köti össze Budakalásszal, része annak az útvonalnak, amely a Pilis és a Visegrádi-hegység erdői és magaslatai között kanyarogva biztosít közvetlen összeköttetést a főváros és Esztergom között.

## Nyomvonala
Az út nagy általánosságban délkelet-északnyugati vonalvezetésű, de a domborzati viszonyok alakulása miatt akadnak kisebb iránytörései. A 11-es főútból ágazik ki Budapesten, északnyugati irányban, nem sokkal a szentendrei HÉV Rómaifürdő megállóhelyétől északra. Utcanevek szempontjából a kiágazás ténye azért megtévesztő, mert a Czetz János közi elágazási ponttól dél felé a irányonként három sávos, osztott pályatestű 11-es főút viseli a Szentendrei út nevet, onnantól észak felé pedig a régi 11-es főútból lefokozott, irányonként egy sávos 1115-ös út. Az útpálya eltérő kivitele egyértelművé teszi, hogy az északnyugatnak kitérő út alsóbbrendű az egyenesen haladóhoz képest. (Az új nyomvonalon haladó, irányonként két forgalmi sávos 11-es főút elnevezése innentől egy rövid szakaszon, Csillaghegy központjáig Rákóczi utca, onnan északra Békásmegyeren át a város határáig pedig Batthyány utca.)
A nyomvonal innen keresztülhalad Csillaghegy városrész nyugati részén, elhalad a HÉV Csillaghegy megállóhelye mellett, majd keresztezi a HÉV vonalát, és Békásmegyer városrész területén elhalad a Békásmegyer HÉV-állomás mellett, utóbbi az úttól már keleti irányban található. Az út neve a Pünkösdfürdő utca keresztezésétől Ország útra változik, ezt viseli Budapest közigazgatási határáig, amit nagyjából 3,5 kilométer után szel át. Budakalászra érve az út elnevezése a város központjáig Budai út, ahol találkozik a 11-es főutat Ürömön keresztül a 10-es főúttal összekötő 1108-as úttal. Itt véget is ér, tovább egyenesen, változatlan néven már az 1108-as folytatódik, a városközpontot elhagyva pedig további folytatása folytatása Pomáz, Pilisszentkereszt és Esztergom felé az 1111-es út.
Teljes hossza, az országos közutak nyilvántartását szolgáló kira.kozut.hu adatbázisa szerint 4,941 kilométer (kilométer-számozását viszont az oldal térképe, 2022-es állapot szerint csak a budapesti városhatár átlépését megelőző utolsó elágazásától, a 3+488-as kilométerszelvénytől tünteti fel).

## Települései
- Budapest
- Budakalász